# قائمة مساجد أربيل

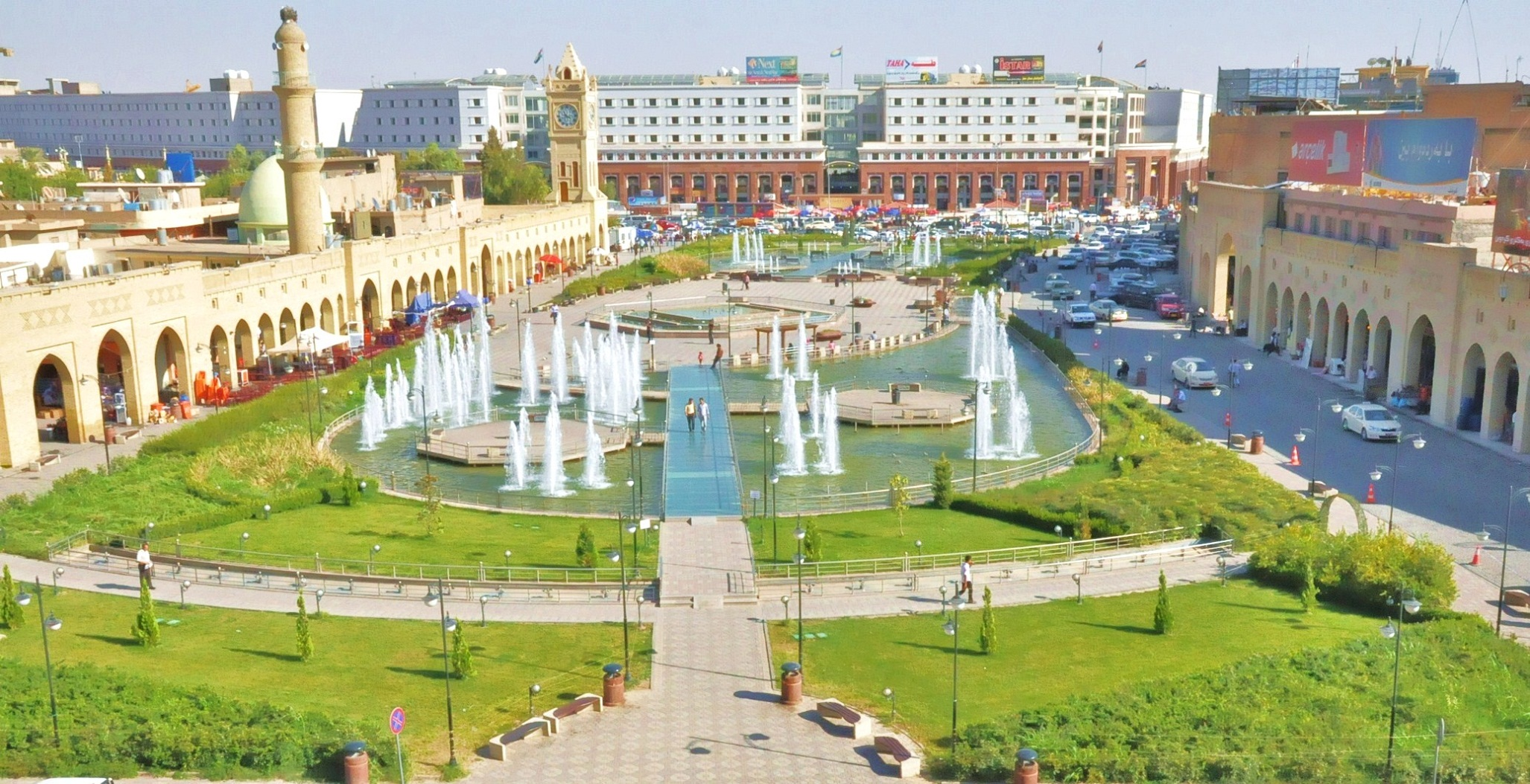
جامع وتكية خانقاه الخالدية وتظهر على الجانب الأيسر من الصورة

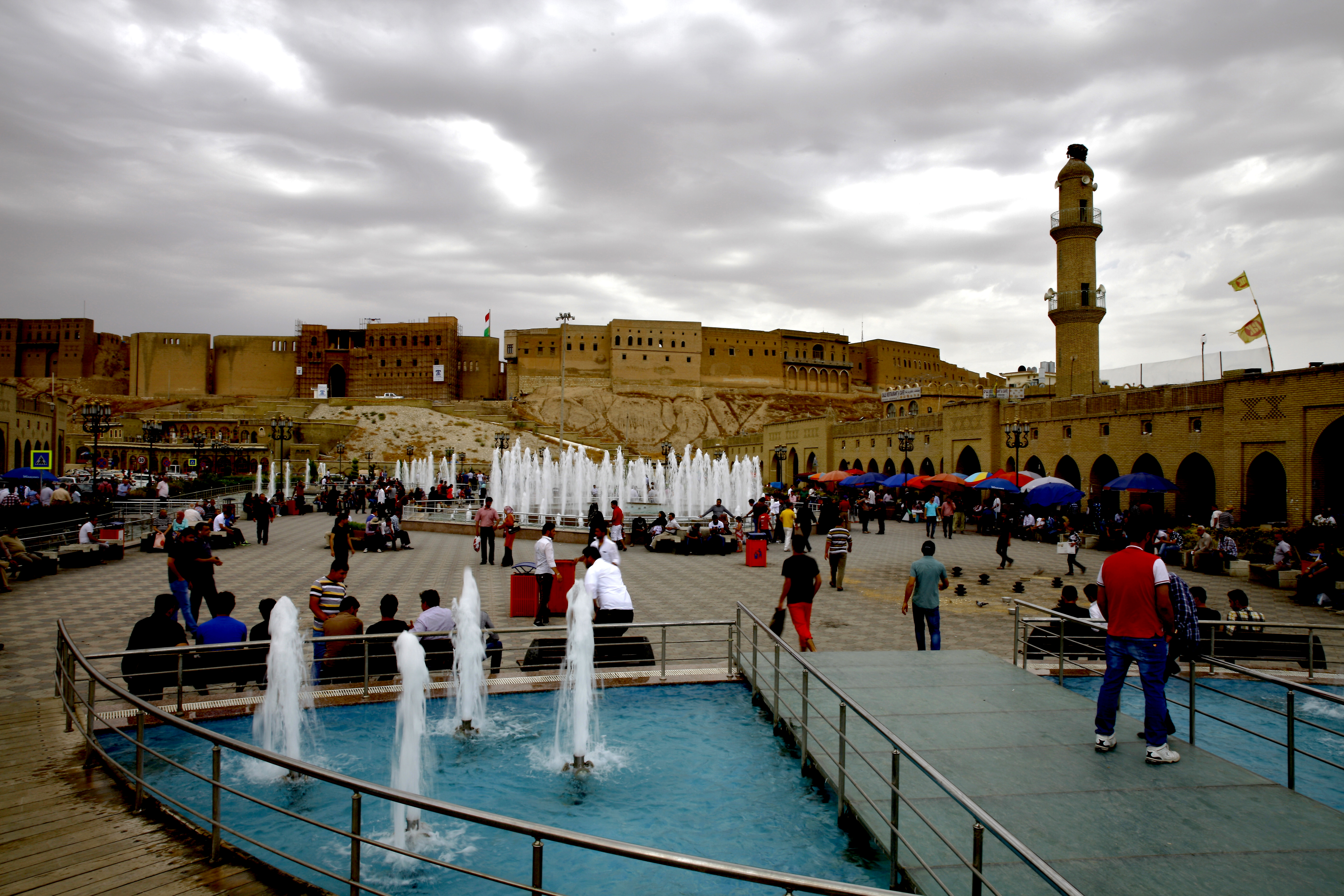
جامع وتكية خانقاه الخالدية في أربيل

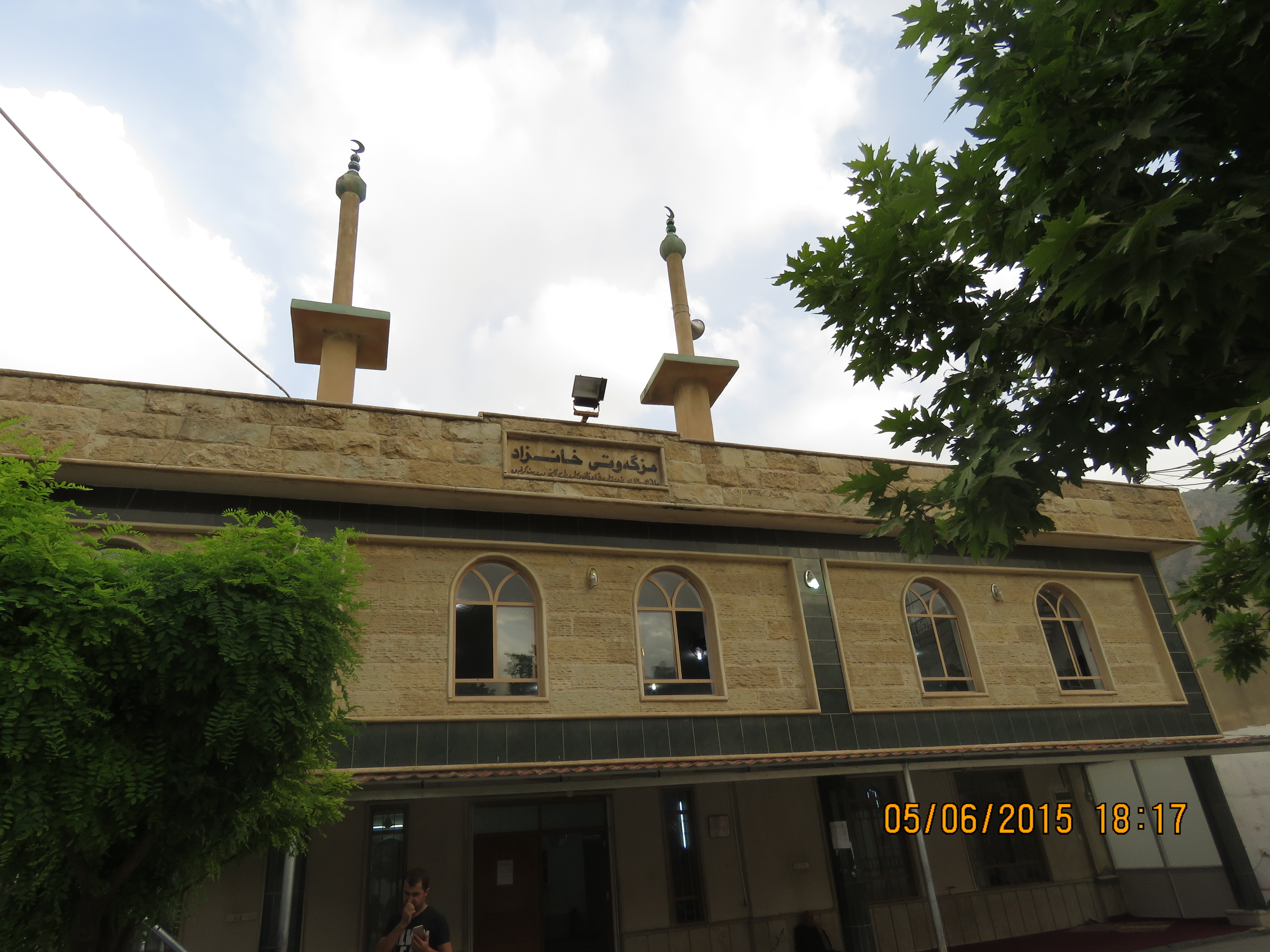
مسجد خانزاد في شقلاوة 2015

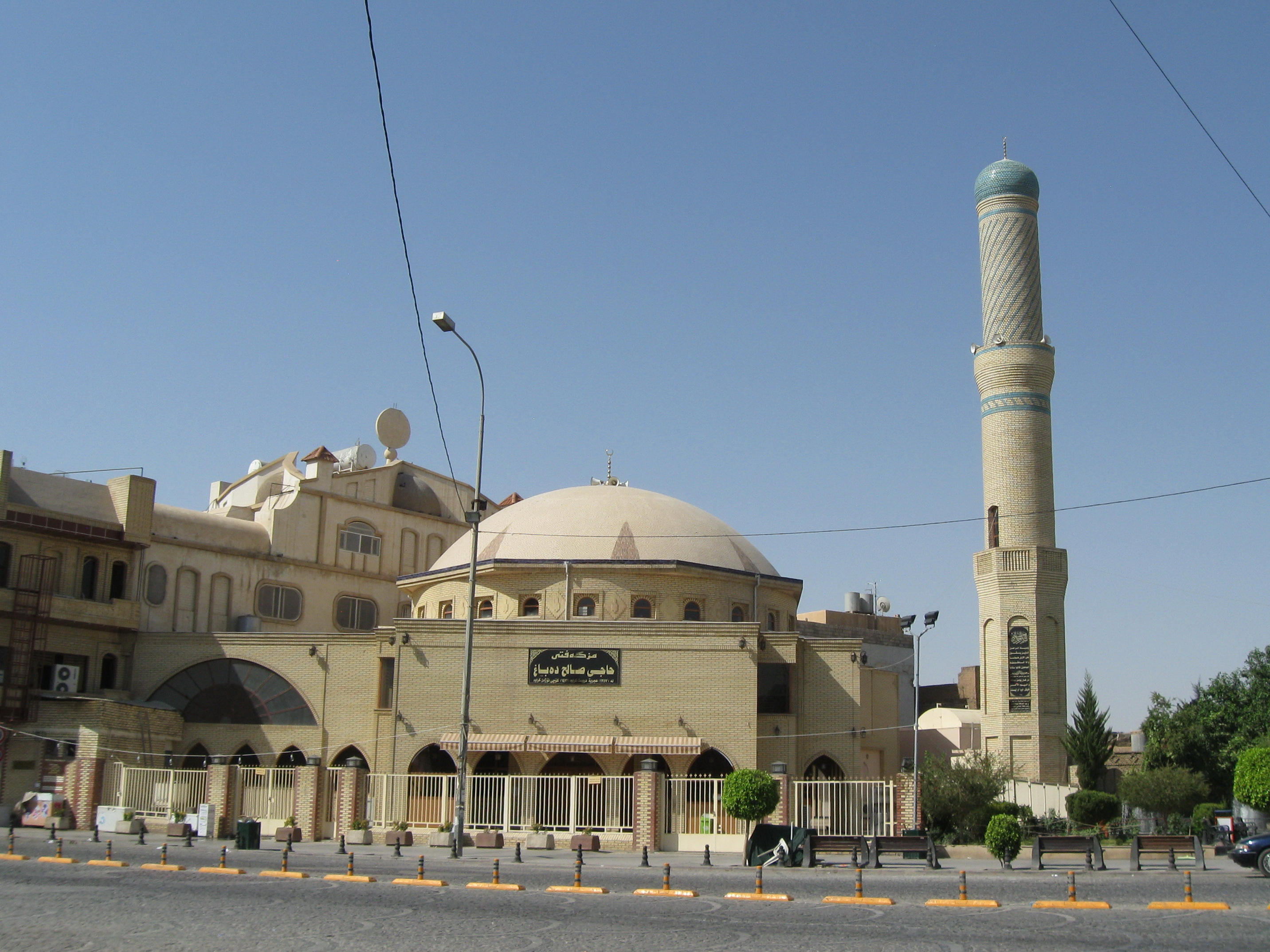
مسجد حاج صالح الدباغ

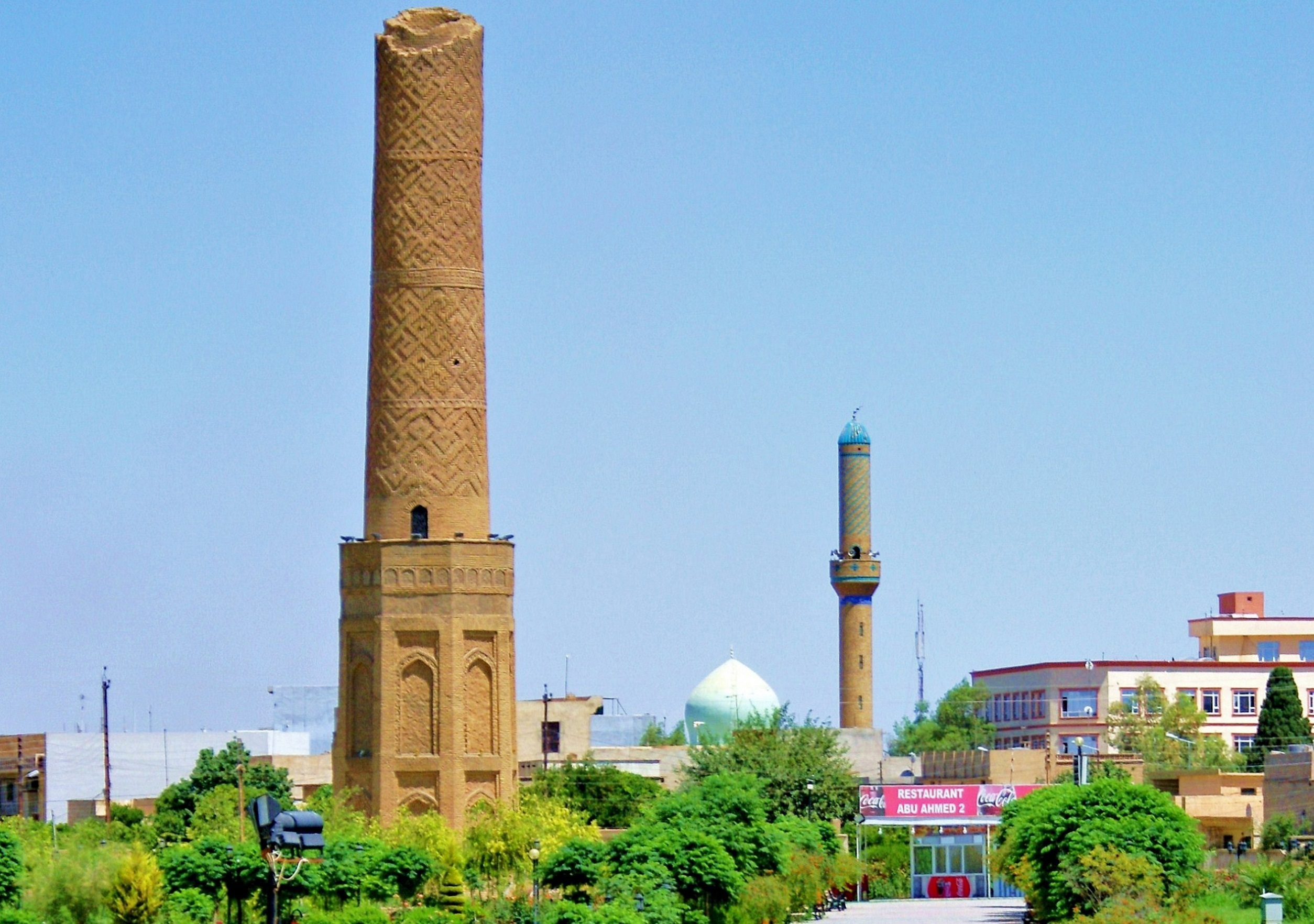
المنارة المظفرية الأثرية القديمة في أربيل عام 2010

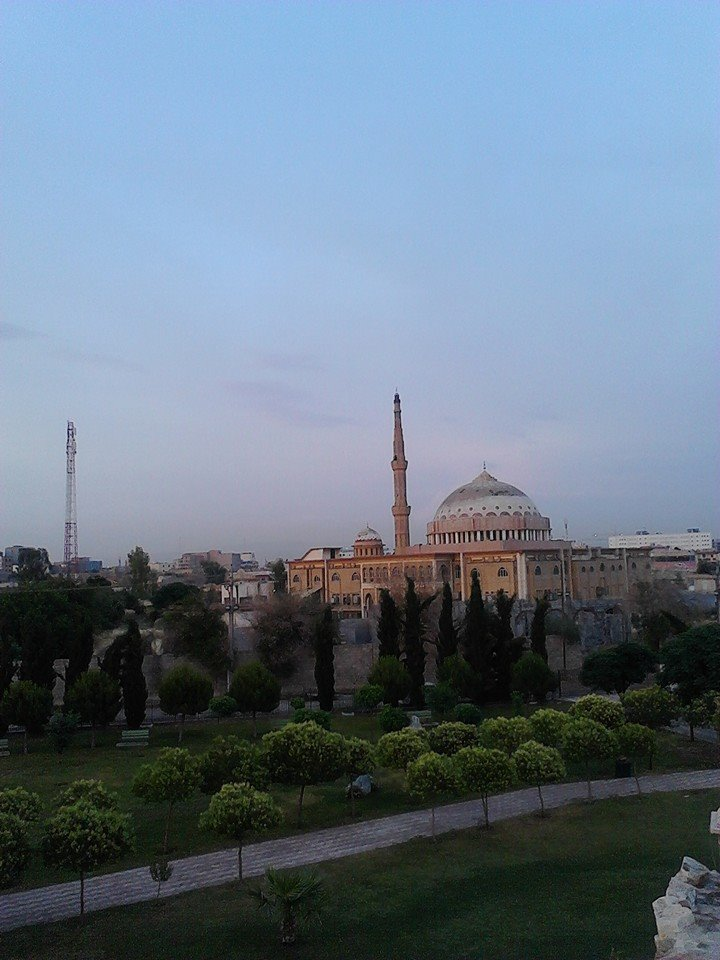
جامع الصواف في أربيل

تحتوي محافظة أربيل في العراق على عدد كبير من الجوامع والمراقد والمساجد التراثية القديمة وأدناه قائمة بأسماء عدد منها:
- جامع جليل الخياط.
- جامع وتكية خانقاه الخالدية
- جامع المنارة.
- جامع بايز أغا.
- جامع باشا في محلة العرب.
- جامع المفتي في كويه.
- مسجد المفتي.
- جامع ملا جامي في قضاء كويه.
- جامع حاج جودت رفعت الاسعدي.
- مسجد وتكية محي الدين البرزنجي.
- جامع وتكية الشيخ رشيد الشيخ كاكه.
- جامع بلك في كويه.
- جامع خادم السجادة
- مسجد الحاج مولود.
- الجامع الكبير في شقلاوة.
- جامع ديانا الكبير.
- جامع راوندوز الكبير.
- جامع ملا أسعد.
- جامع بالكيان القديم.
- جامع كونة جمعة.
- مسجد وتكية آلتي برماق
- مسجد الحاج عبد القادر سعيد الدباغ
- جامع زيارة تورا
- مسجد الكبير في هيران
- جامع جولي
- مسجد وتكية الخليفة إسماعيل

## وصلات خارجية
- موقع مساجد العراق [1]

1. ↑  "نسخة مؤرشفة". مؤرشف من الأصل في 2017-06-21. اطلع عليه بتاريخ 2017-03-07.{{استشهاد ويب}}:  صيانة الاستشهاد: BOT: original URL status unknown (link)